# Bani Hasan al-Aszraf
Bani Hasan al-Aszraf – miejscowość w Egipcie, w muhafazie Al-Minja. W 2006 roku liczyła 4820 mieszkańców.